# Willibald Gailler

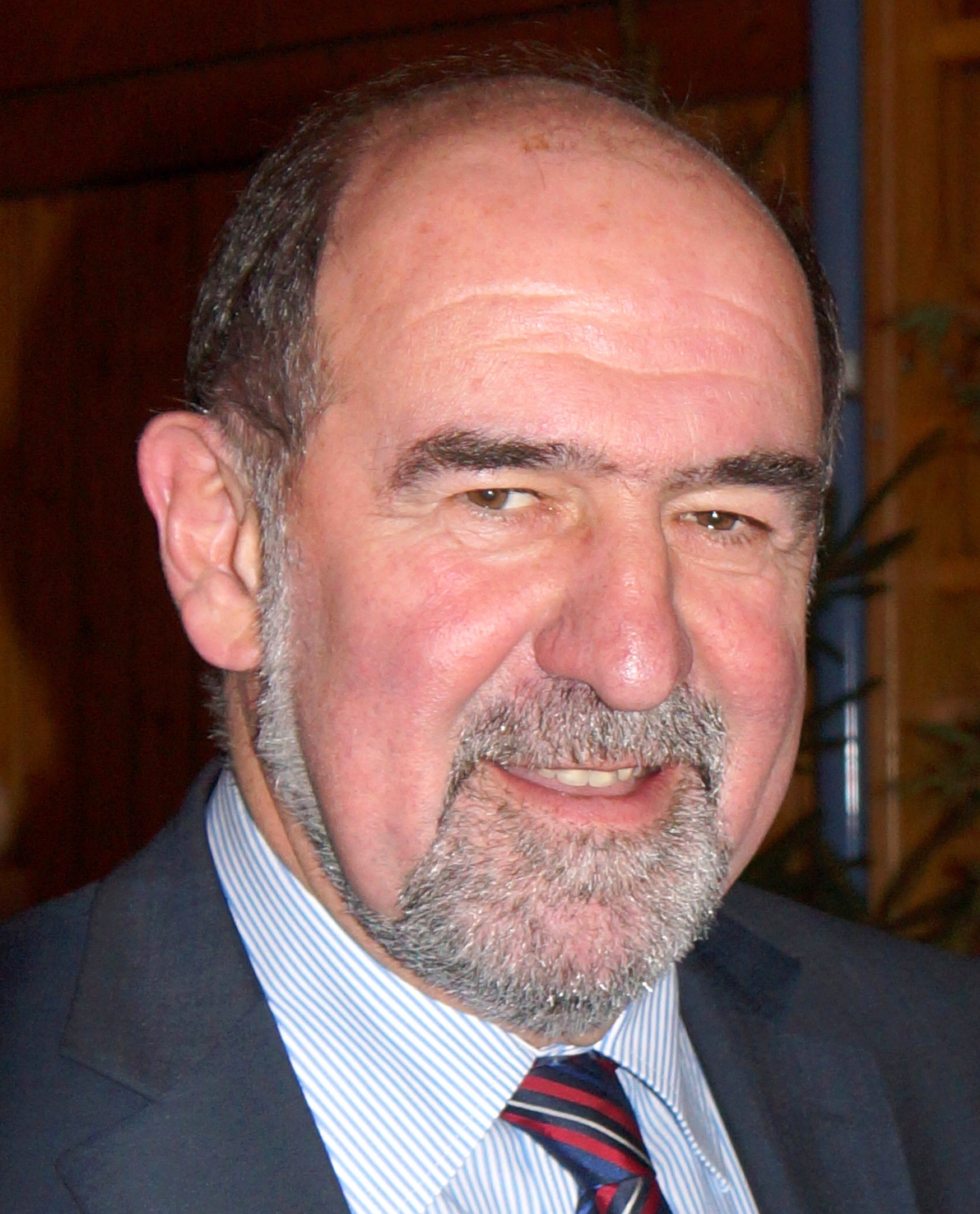
Willibald Gailler (2013)

Willibald Gailler (* 11. Juli 1954 in Sondersfeld, heutige Großgemeinde Freystadt) ist ein deutscher Kommunalpolitiker, ausgebildeter Verwaltungsfachangestellter und Lehrer. Seit 1. Mai 2014 ist er Landrat des Landkreises Neumarkt in der Oberpfalz. Er ist Mitglied der CSU.

## Privates
Willibald Gailler ist seit 1980 verheiratet mit Ehefrau Stilla. Zusammen haben sie zwei Kinder, Stefanie und Christian. Gailler engagiert sich ehrenamtlich und ist seit 2001 Kreisvorsitzender für Gartenbau und Landespflege Neumarkt.

## Ausbildung und Beruf
Zwischen 1968 und 1972 machte Willibald Gailler eine Ausbildung zum Verwaltungsfachangestellten und war bei der Stadt Freystadt beschäftigt. Gailler absolvierte die Mittlere Reife und besuchte sowohl Berufsaufbauschule als auch Berufsoberschule. Es folgt der Grundwehrdienst. 1976 begann er ein Studium an der Universität Erlangen-Nürnberg, das er 1980 als Diplom-Handelslehrer abschloss. Bis 1987 folgten das Studienreferendariat, das zweite Staatsexamen und die Ernennung zum Studienrat in Ingolstadt. Von 1987 bis 2014 war Gailler hauptamtlicher erster Bürgermeister der Stadt Freystadt. Zum 1. Mai 2014 übernahm Gailler das Amt des Landrates im Landkreis Neumarkt in der Oberpfalz.

## Politik
Willbald Gailler engagiert sich kommunalpolitisch als Mitglied der CSU. 1975 gründete er die Junge Union Freystadt und war zunächst deren Ortsvorsitzender, bevor er die CSU Freystadt anführte. 1984 zog er als Kandidat für die CSU in den Stadtrat in Freystadt ein. Zum 1. Mai 1987 wurde er dort dann zum ersten Bürgermeister gewählt. Seit 1990 ist Gailler Kreisrat im Landkreis Neumarkt und ab 1996 vertrat er diesen auch als stellvertretender Landrat. Als 2014 zu den Kommunalwahlen Landrat Albert Löhner aus Altersgründen nicht mehr antreten durfte, wurde Gailler als Kandidat der CSU aufgestellt. Diese Wahl gewann Gailler dann mit 59 % der Stimmen bei einer Wahlbeteiligung von 62 %.